# Rubus rosifolius
Rubus rosifolius är en rosväxtart som beskrevs av Smith. Rubus rosifolius ingår i släktet rubusar, och familjen rosväxter.

## Underarter
Arten delas in i följande underarter:
- R. r. commersonii
- R. r. coronarius
- R. r. formosanus
- R. r. inermis
- R. r. polyphyllarius

## Bildgalleri

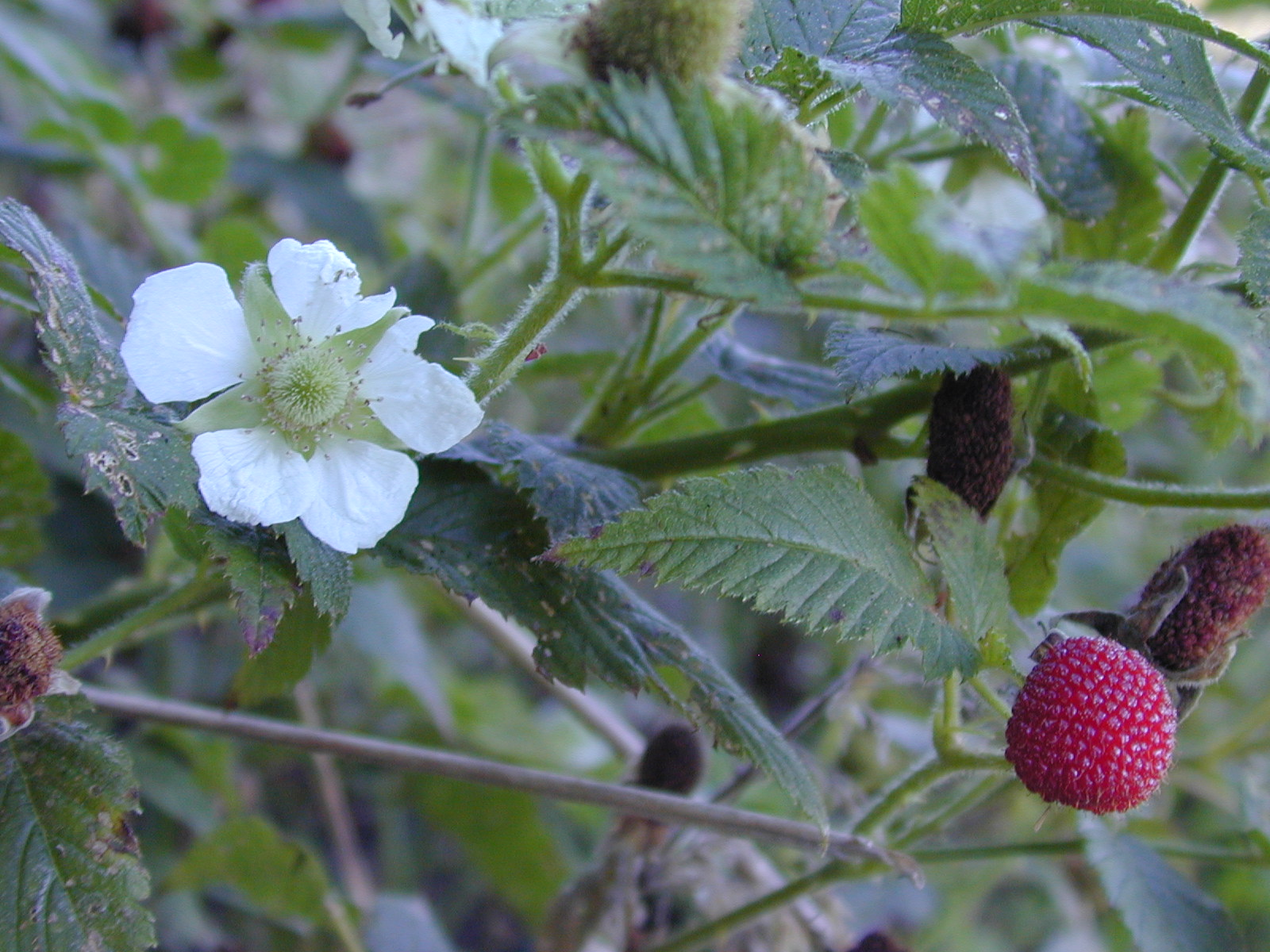
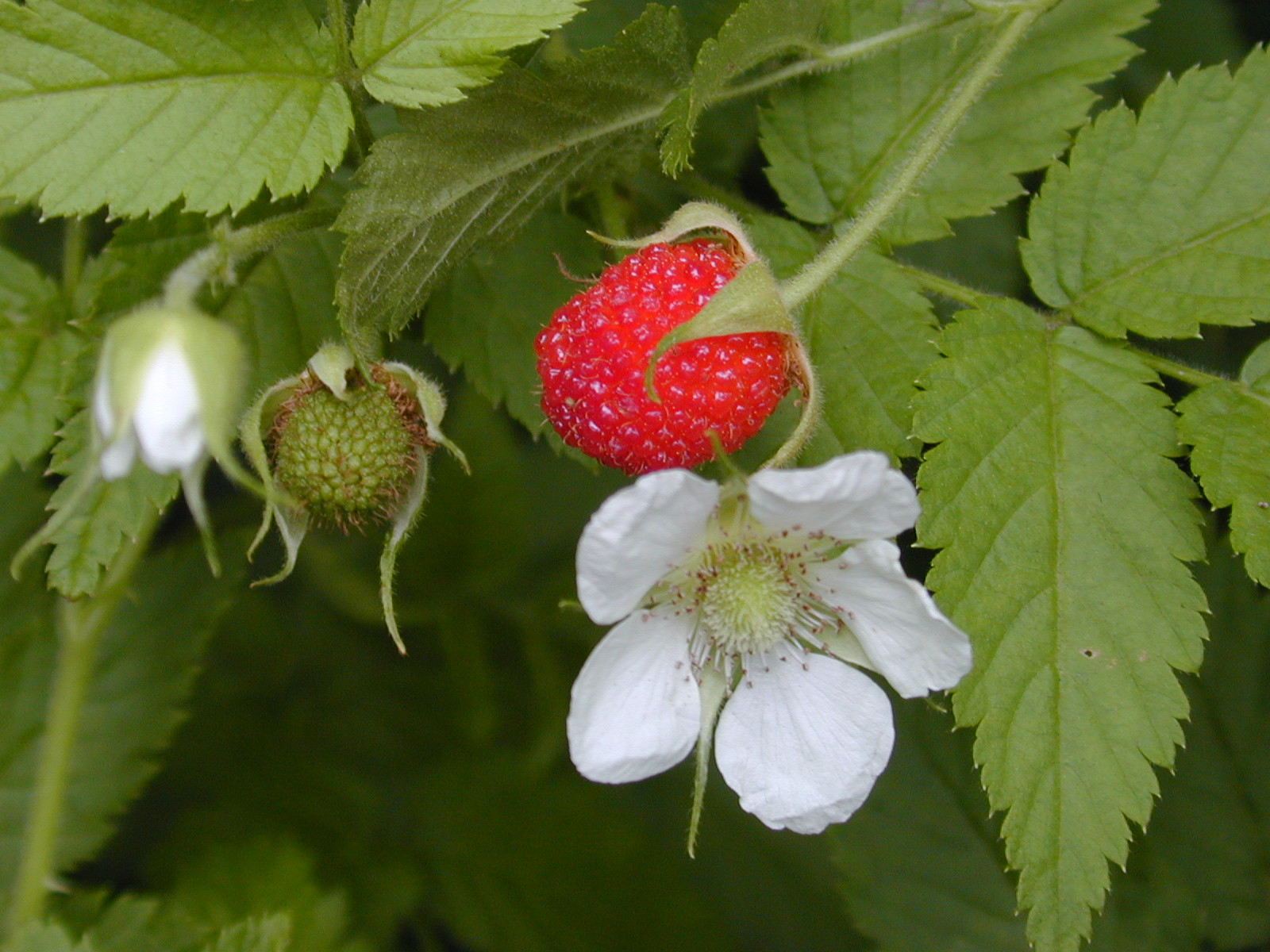
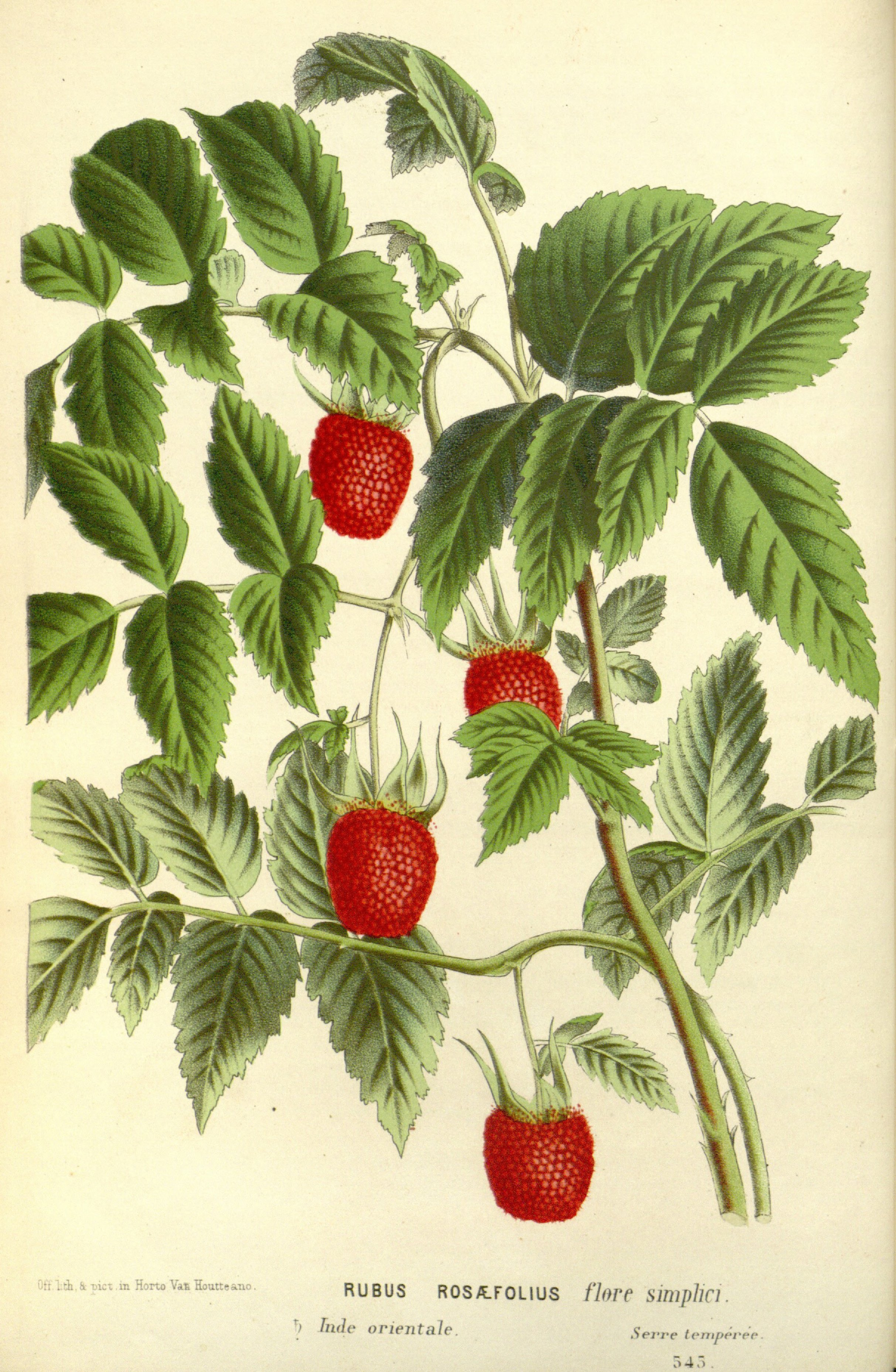
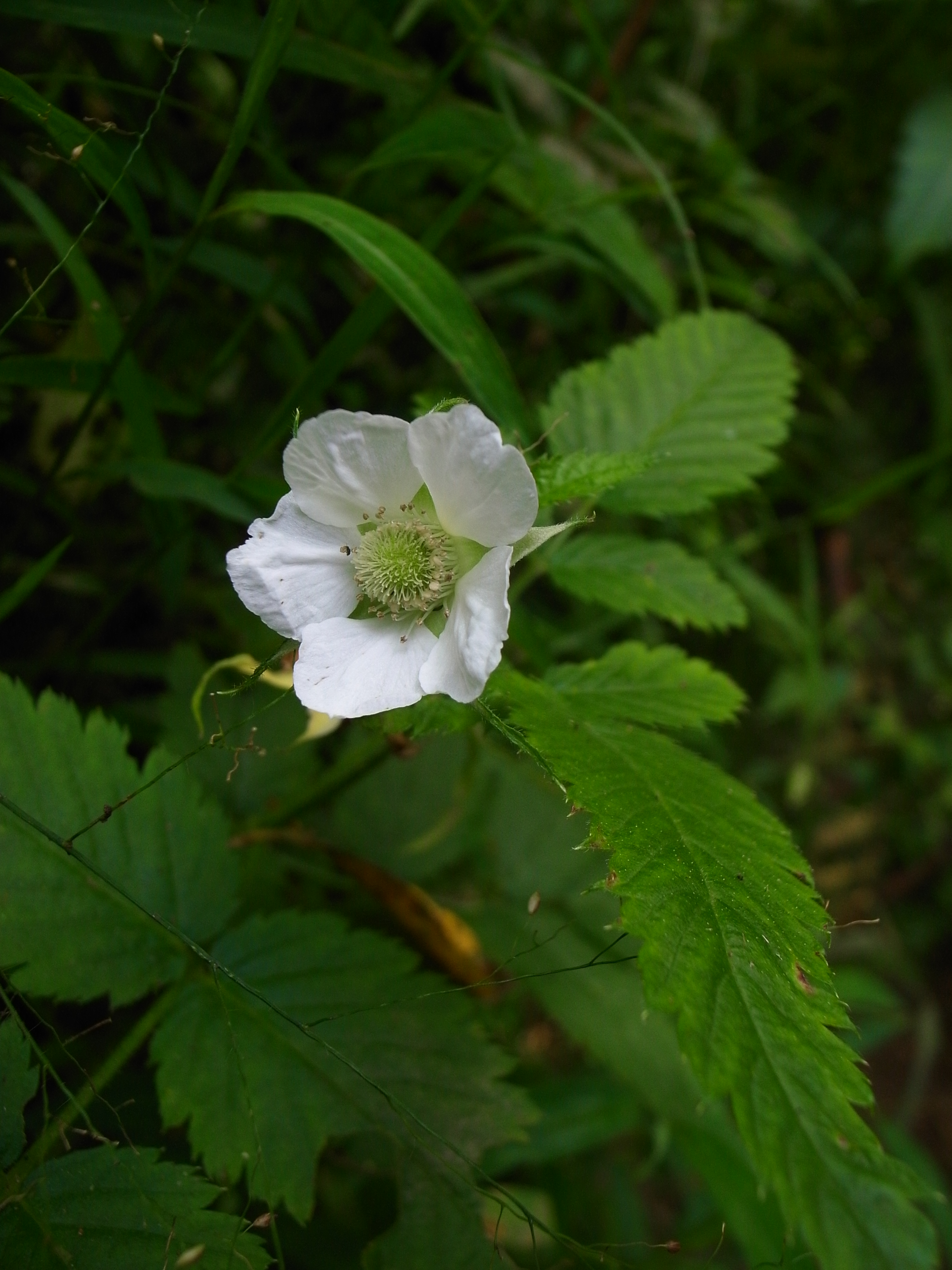
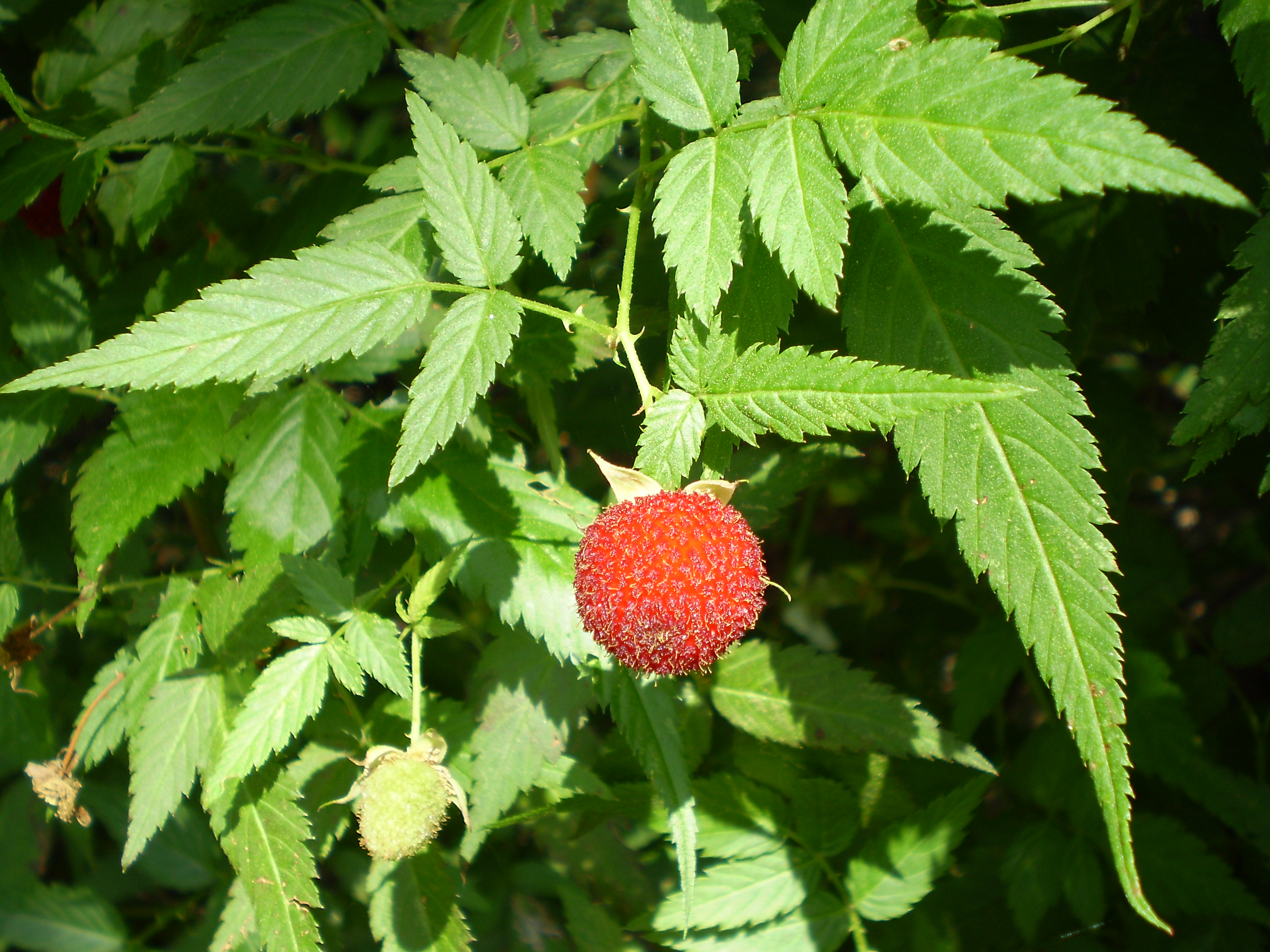